# Kennedy Bakircioglu
Kennedy Bakircioglu est un footballeur suédois d'origine assyrienne né le 2 novembre 1980 à Södertälje en Suède.

## Biographie
Il est vainqueur du championnat de Suède en 2001 et vainqueur de la coupe des Pays-Bas en 2010.

## Carrière
| Saison    | Club              | Pays     | Matches | Buts |
| --------- | ----------------- | -------- | ------- | ---- |
| 1996      | Assyriska FF      | Suède    | 1       | 0    |
| 1997      | Assyriska FF      | Suède    | 8       | 1    |
| 1998      | Assyriska FF      | Suède    | 25      | 9    |
| 1999      | Hammarby IF       | Suède    | 25      | 2    |
| 2000      | Hammarby IF       | Suède    | 26      | 5    |
| 2001      | Hammarby IF       | Suède    | 26      | 8    |
| 2002      | Hammarby IF       | Suède    | 25      | 11   |
| 2003      | Hammarby IF       | Suède    | 25      | 12   |
| 2003-2004 | Iraklis Salonique | Grèce    | 7       | 2    |
| 2004-2005 | Iraklis Salonique | Grèce    | 17      | 2    |
| 2005-2006 | FC Twente         | Pays-Bas | 32      | 8    |
| 2006-2007 | FC Twente         | Pays-Bas | 34      | 15   |
| 2007-2008 | Ajax Amsterdam    | Pays-Bas | 18      | 3    |
| 2008-2009 | Ajax Amsterdam    | Pays-Bas | 8       | 1    |
| 2009-2010 | Ajax Amsterdam    | Pays-Bas | 9       | 2    |
| 2010-2011 | Racing Santander  | Espagne  | 32      | 6    |
| 2011-2012 | Racing Santander  | Espagne  | 7       | 0    |

## Palmarès
- Hammarby IF
  - Vainqueur du Championnat de Suède : 2001
- Ajax Amsterdam
  - Vainqueur de la Coupe des Pays-Bas : 2010
  - Vainqueur du Johan Cruijff Shield : 2007